# 토가시 요시히로
토가시 요시히로(일본어: 冨樫 義博, 1966년 4월 27일 ~ )는 일본의 만화가이다. 야마가타현에서 태어났다. 대학에 다닐 때부터 본격적으로 만화를 투고하기 시작하여, 그의 재능을 눈여겨본 슈에이샤에 의해 스카웃되었다. 초기에는 여러 장르를 발표하였으나, 《유유백서》로 유명 만화가가 되었다. 현재는 《헌터X헌터》를 연재하고 있으며, 1999년 1월 6일, 만화가 타케우치 나오코(미소녀전사 《세일러문》 작가)와 결혼하였다. 그의 남동생 토가시 히데아키(冨樫 秀昭) 또한 만화가이며, 주로 성인 만화를 그린다.
토가시 요시히로는 초등학교 2학년 때부터 가볍게 만화를 그리기 시작하였으며, 고등학교 때에는 회화부에 가입하기도 하였다. 이후 야마가타 대학교 교육학부 미술학과에 입학하였다. 1986년,《선생님은 연하!!(センセーは年下!!)》라는 단편 만화를 처음으로 투고하여 제 20회 홉☆스텝상 최종 후보에 올랐으며, 1987년에 3월에는 《쥬라의 미즈키(ジュラのミヅキ)》로 제 24회 홉☆스텝상 우수상, 12월에 《힘차게 스트레이트(ぶっとびストレート)》로 제 34회 테즈카상 준입선을 수상하였다.

## 정식 데뷔
1987년, 《주간 소년 점프Winter Special》에 단편인《엉뚱한 생일 선물(とんだバースディプレゼント)》를 게재하여 만화가로 정식 데뷔하였다.
이후에도 《주간 소년 점프Autumn Special》에 《오컬트 탐정단 PART1(オカルト探偵団 PART1)》, 1988년《주간 소년 점프Winter Special》에《HORROR ANGEL》, 《주간 소년 점프Spring Special》에《오컬트 탐정단 PART2(オカルト探偵団 PART2)》,《주간 소년 점프》에 《늑대 따윈 무섭지 않아!!(狼なんて怖くない!!)》등, 총 4개의 단편을 게재하였다.
1989년부터 1990년까지 《주간 소년 점프》에 그의 첫 장편 연재작인《아주 성질 나쁜 큐피드(てんで性悪キューピッド)》를 연재하였다. 단행본 총 4권으로 완결되는 이 작품은 평범한 소년이 귀여운 소녀의 모습을 한 악마를 만나 그와 얽히게 되는 이야기를 그리고 있다.

## 유유백서
1990년부터 1994년까지 그를 만화가로서 유명하게 만든 《유유백서》를 《주간 소년 점프》에 연재하였다. 불량 학생인 우라메시 유스케가 영계의 실수로 죽자 영계 탐정이 되어 부활하는 것으로 시작되는 이 작품은 《드래곤볼》의 영향을 받아 격투 만화로 변모하였고 《드래곤볼》, 《슬램덩크》와 함께 90년대 초 《주간 소년 점프》의 황금기를 이끄는 작품이 되었다. 1992년부터는 TV 애니메이션으로 제작되어 방영, 1995년에 총 112화로 완결되었다. 또한 이 작품은 제 39회 소학관 만화상 소년 부문에서 수상하기도 하였으며, 단행본 총 19권에 누계 발행 부수 4926만부라는 기록적인 발행 부수를 올리며 완결되었다.

## 레벨 E
1995년부터 1997년까지《주간 소년 점프》에 《레벨 E》를 월 1회씩 연재하였으며, 단행본 총 3권(누계 발행 부수 220만부)으로 완결되었다. 이후 완결된지 14년만에 TV 애니메이션으로 제작되어 2011년 1월부터 4월까지 방영, 총 13화로 완결되었다.

## 헌터 X 헌터
1998년부터 현재까지 《주간 소년 점프》에 《헌터X헌터》를 연재하고 있으며, 2006년 첫 장기 휴재 이후 부정기 연재작이 되어 연재와 휴재를 반복하고 있다. 이 작품은 누계 발행 부수 7000만 부를 넘긴 초히트작으로, 곤 프릭스라는 소년이 아버지인 진 프릭스를 찾기 위해 헌터가 되어 모험을 떠나는 이야기를 그리고 있다.
연재를 시작한지 1년만인 1999년부터 TV애니메이션(1999)이 제작되어 2001년에 총 62화로 완결되었으며, 이후에도 TV애니메이션의 내용을 잇는 OVA 1기(2002년,총 8화), OVA 2기(2003년,총 8화), OVA 3기(2004년,총 14화)가 제작되었다.
2011년 10월 2일부터 기존에 제작되었던 애니메이션과는 다른 새로운 제작진으로 구성된 TV애니메이션(2011)이 방영되어 2014년 9월 24일, 148화를 마지막으로 종영되었다.